# Nybyggarmål

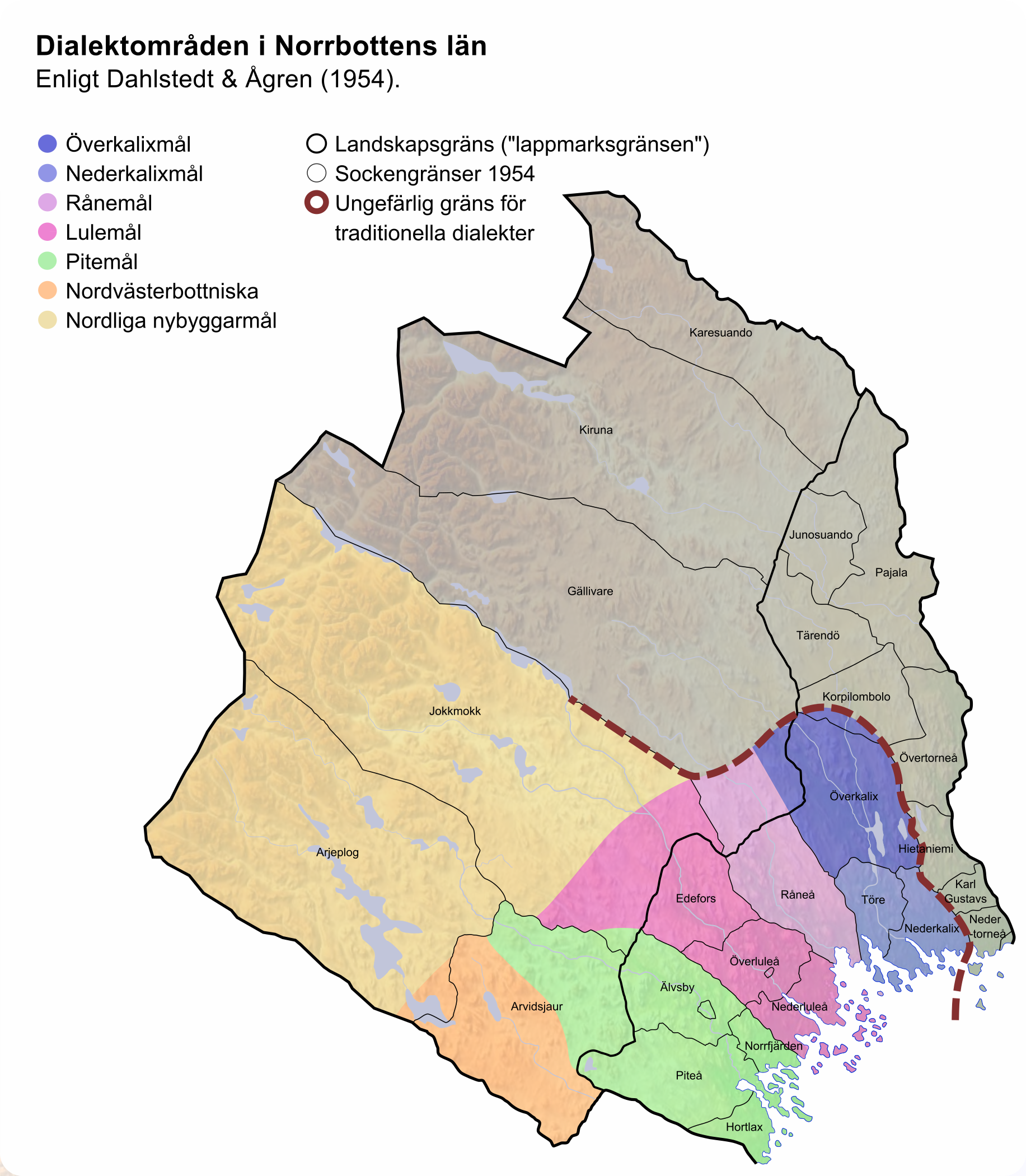
Nybyggarmålens utbredning (i ljusbrunt) bland målen i Norrbotten.

Nybyggarmål (även nordliga nybyggarmål) är en dialektgeografisk beteckning som avser dialekterna på olika orter i Lappland, dit svenska språket fördes först under tidigmodern tid i samband med att områdena fick permanent bosatta svensktalande nybyggare. Karl-Hampus Dahlstedt begränsar termen ytterligare till de delar av Norrbottens läns inland där de svenska dialekterna inte överensstämmer med något särskilt bygdemål i kustlandskapen.
Nybyggarmålen kännetecknas i allmänhet av större inflytande från skriftspråket än dialekterna närmare kusten, såväl som av samiskt inflytande i olika utsträckning och mer blandade dialektformer i förhållande till kustmålen i respektive älvdal. Såsom Dahlstedt & Ågren använder termen menas i synnerhet dialekterna i Jokkmokks och Arjeplogs socknar i Norrbottens län, motsvarande dagens kommuner med samma namn.
De svenska varieteter som talas i Malmfälten (Kiruna och Gällivare kommuner i Norrbottens län) kallas ibland också för nybyggarmål. Dialektgeografiska indelningar brukar däremot inte klassificera dem som sådana, eftersom nybyggarna i dessa trakter i huvudsak var finskspråkiga och svenskan här inte blev majoritetsspråk förrän långt senare i tiden.

## Arjeplog

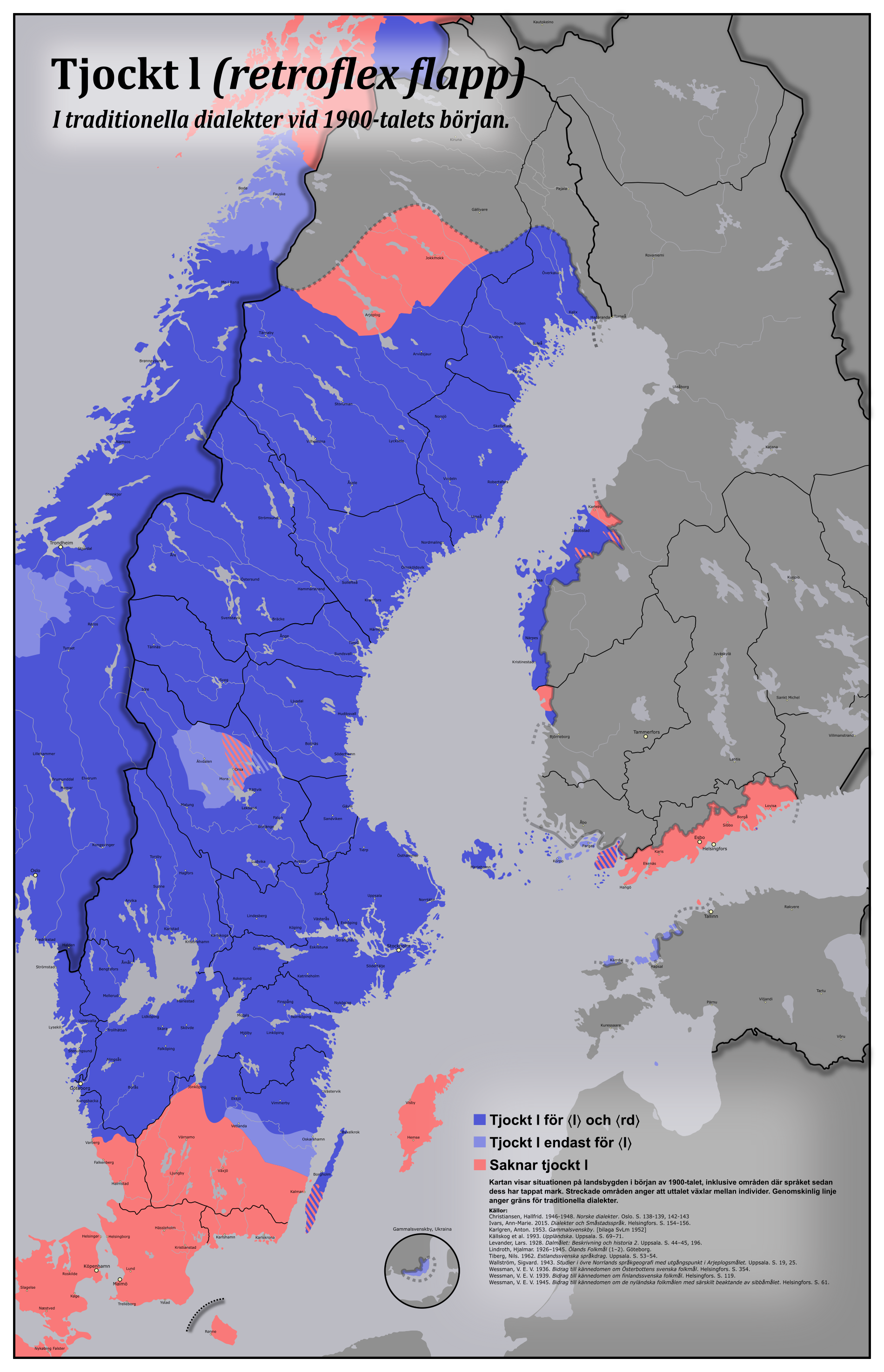
Tjockt l (i blått) i traditionella svenska dialekter. Utmärkande för nybyggarmålen (i ljusrött) är att de saknar detta ljud.

Målet i forna Arjeplogs socken skiftar karaktär mellan området runt Storavan i söder och centralsamhället och fjälltrakterna i nordväst. Dialekten som talas runt Storavan förs av Dahlstedt & Ågren närmast till nordvästerbottniskan, medan övriga delars varieteter anses utgöra arjeplogsmålet i snävare bemärkelse. Gemensamt för detta dialektområde är en grundstomme som vilar på en blandning av olika kustmål (enligt Sigvard Wallström framför allt sydvästerbottniska och ångermanländska, till en mindre del även pitemål), en viss mån av skriftspråkligt inflytande (i synnerhet i nordväst) och ett antal drag som vittnar om inflytande från samiskan.
Ett utmärkande uttalsdrag för arjeplogsmålet är den preaspiration som uppkommer på /p/, /t/ och /k/ inuti ord där de står efter vokal, särskilt om vokalen är lång. Detta kan märkas i ord som rehp, 'rep', yht, 'yta' och kahko, 'kaka', och är ett av de drag hos målet som brukar tillskrivas samiskspråkigt inflytande. Liknande preaspiration återfinns förutom hos samiskan även inom ett fåtal andra nordiska varieteter, som isländskan och härjedalskan. Ett annat uttalsdrag som kännetecknar arjeplogsmål i en norrländsk kontext är avsaknaden av tjockt l, som undantaget nybyggarmålen är allmänt i de norrländska dialekterna. Arjeplogsmålet saknar också supradentaler där r följs av en dental konsonant (/d/, /t/, /l/ och /n/), ett ord som hårn, 'horn' uttalas därför med både r och n hörbara. Även dessa drag räknar Wallström som sannolikt samiskpåverkade.
Till de drag som pekar mot en viss påverkan från norrbottens kustmål och pitemålet i synnerhet hör uttalet av konsonantkombinationerna rg och lg, där /g/ uttalas som en klusil och inte som /j/. Ord som hälg och färg uttalas alltså med hårt g på arjeplogsmål liksom på pitemål, men till skillnad från de flesta andra norrländska mål. Därutöver får gamla svaga kortstaviga feminina ord som 'fluga' på arjeplogsmål ändelsevokalen -o i sin grundform (flögo), i överensstämmelse med norrbottensmålen men till skillnad från västerbottniskan och ångermanländskan där dessa ord får ändelsevokalen -u respektive -ə (schwa).

## Jokkmokk
Lulemålens utbredning sträcker sig från kustlandet upp längs luleälven till att inkludera de sydöstra delarna av forna Jokkmokks socken (ungefär till och med Vuollerim). I de centrala delarna av samhället talas istället ett nybyggarmål som utgörs av allmänna nordnorrländska dialektdrag varvat med skriftspråkspåverkade former, och som också delar en del specifika drag med just lulemålen.
Bland de förstnämnda mer allmänna norrländska dragen kan räknas bland annat apokope i ett antal olika kontexter (exempelvis sku, 'skulle', int, 'inte', väx, 'växer', bodd, 'bodde'), sammansättningar med adjektiv enligt norrländsk modell (nymatterna, 'de nya mattorna', lillgulhunden, 'den lilla gula hunden'), preteritumformer av första deklinationens svaga verb på -e (bruke, 'brukade', koke, 'kokade', emellertid växlande med bruka och koka) och dialektord såsom he, 'det' och vars, 'var/vart'. Till de mer specifikt lulemålspåverkade dragen hör ord som hina, 'här', hekena, 'det där', och bestämda flertalsändelser på -an för maskuliner (luffaran, 'luffarna', grisan, 'grisarna'). Det finns också exempel på utelämning av prepositionen 'över' i jokkmokksdialekten i uttryck som rodde sjöarna och låg natten, något som möjligen kan tillskrivas samiskt inflytande.

## Språkprov
Följande språkprov är taget från berättelserna i Övre Norrlands bygdemål.
| Arjeplogsmål | Mädda ve hadd fåra, då var-ä å håll på vä löve. Ve börjä i lövskogen strax ätt möteshälga. Ve bruckä mycke sjära en tjögi trätti stacka var såmmar, å då hadd ve en tie fämtan får. Men ruvä-nä å bli bra vä gräse på myren, så kunnä ve sjära minder å.                                  |
| Svenska      | Medan vi hade får, då var det till att hålla på med löv. Vi började i lövskogen strax efter möteshelgen. Vi brukade ofta skära en tjugo, trettio stackar varje sommar, och då hade vi en tio, femton får. Men om det verkade bli gott om gräs på myrarna, så kunde vi skära mindre också. |